# ガールズ・ウィズ・ガンズ
ガールズ・ウィズ・ガンズ（英: Girls with guns、直訳は「銃を持った女の子」）は、女性が主人公の銃撃戦を描いたアクション映画やアニメにおけるサブジャンルのひとつである。アジアにおいてこのジャンルでは、一般的にガン・フーやスタント、武術アクションといったアクションが含まれる。

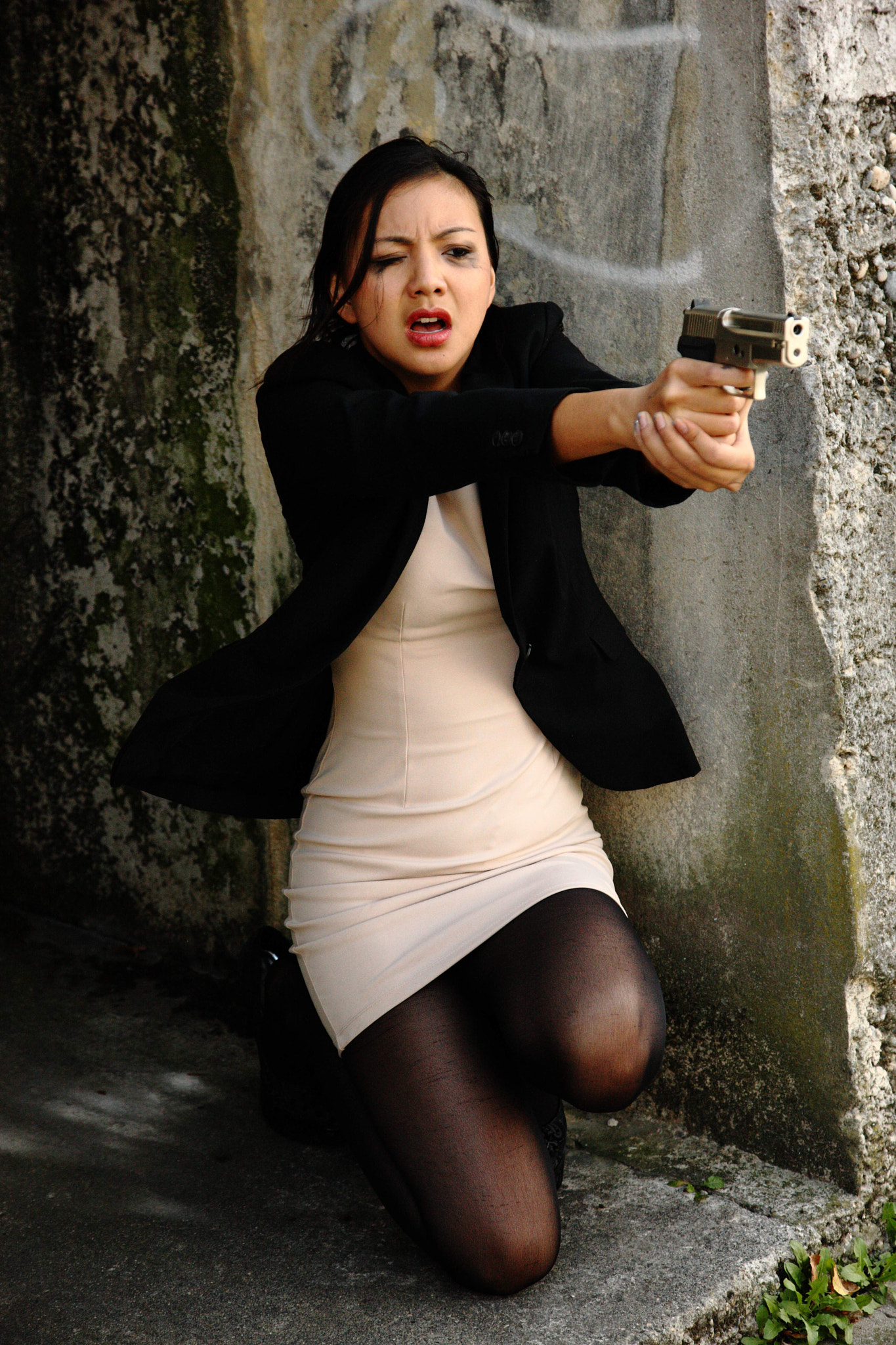
銃を撃つ女性

香港映画が起源と考えられているが、そのサブジャンル概念は、欧米作品にも波及している。

## 歴史

### 1980年代
1985年の香港映画『レディ・ハード 香港大捜査線』（コリー・ユエン監督、ミシェール・キング&シンシア・ロスロック主演）は、最初の「ガールズ・ウィズ・ガンズ」映画と解説されている。

### 1990年代
この手のサブジャンル映画は1994年までに数多く製作され、大島由加里やムーン・リー、シンシア・カーンといったアジア系女優たちが活躍した。

### 2000年代以降
2000年代初頭には、「ガールズ・ウィズ・ガンズ・リバイバル」と分類される作品群が製作された。『マーシャル・エンジェル』（2001年）や『ブルー・エンカウンター』（2002年）、『クローサー』（2002年）といった作品が「リバイバル」映画に分類されている。

## 作品

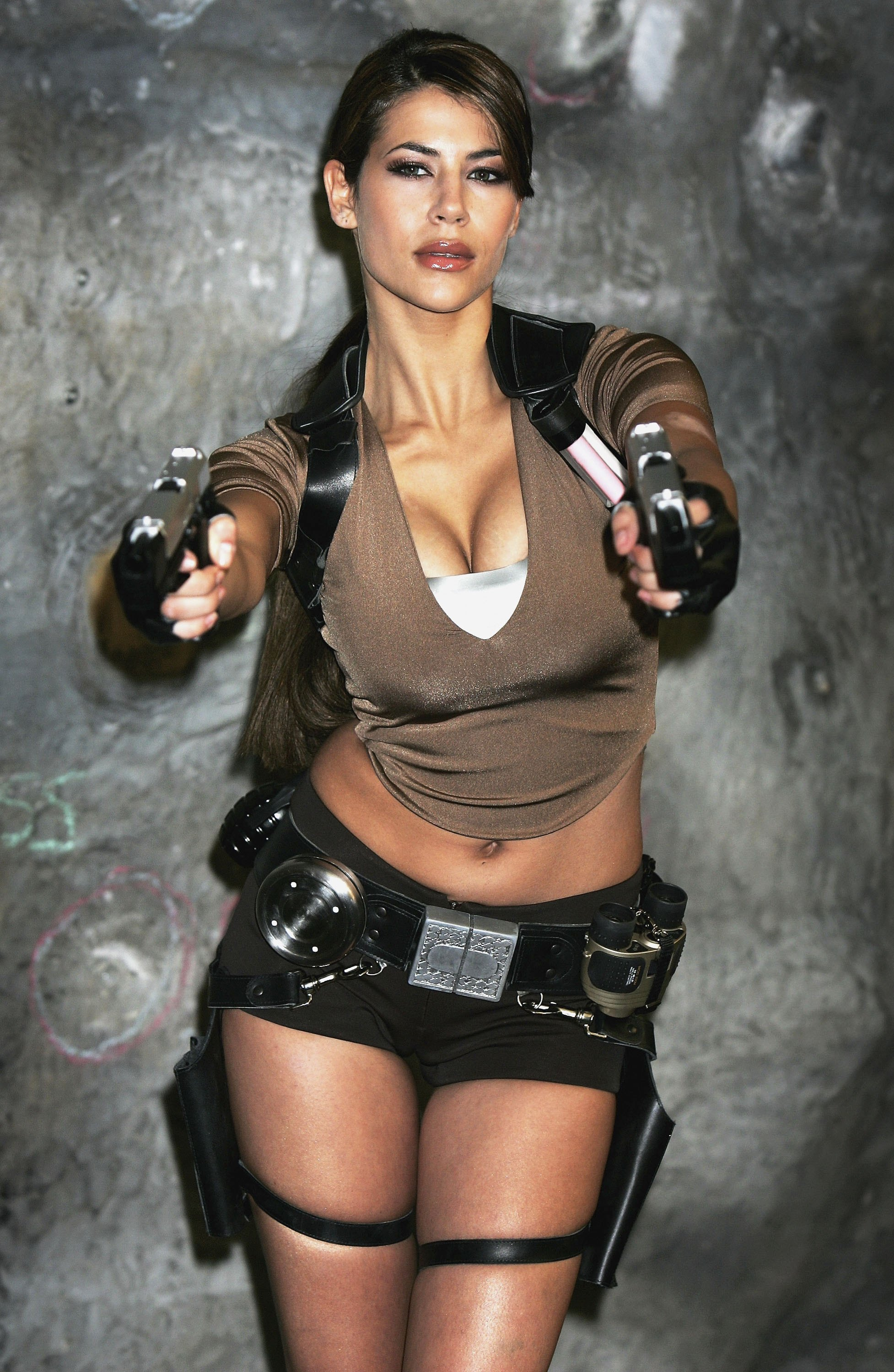
銃を構える女性

### アジア
| 年   | 邦題 原題                              | 製作国                  | 該当人物                                                                                        | 備考 |
| ---- | -------------------------------------- | ----------------------- | ----------------------------------------------------------------------------------------------- | ---- |
| 1985 | レディ・ハード 香港大捜査線 Yes, Madam | イギリス領香港          | - アンナ - 演：ミシェール・キング - キャリー - 演：シンシア・ロスロック                         |      |
| 1987 | 天使行動                               | イギリス領香港          | - ムーン - 演：ムーン・リー - ヤン - 演：大島由加里（悪役）                                     |      |
| 1988 | 香港・東京特捜刑事 皇家師姐Ⅲ/雌雄大盗  | イギリス領香港          | - レイチェル・イェン - 演：シンシア・カーン - 宝石強盗犯のひとり（西脇美智子） - 演：西脇美智子 |      |
| 1989 | 群狼大戦 獵魔群英                      | イギリス領香港          | - Chun Bing - 演：ムーン・リー - Tong Fung - 演：シベール・フー                                 |      |
| 2002 | クローサー 夕陽天使                    | - 香港 - アメリカ合衆国 | - リン - 演：スー・チー - クワン - 演：ヴィッキー・チャオ - コン - 演：カレン・モク             |      |
| 2017 | 悪女/AKUJO 악녀                        | 韓国                    | スクヒ - 演：キム・オクビン                                                                     |      |
| 2021 | ベイビーわるきゅーれ                   | 日本                    | - 杉本ちさと - 演：髙石あかり - 深川まひろ - 演：伊澤彩織                                       |      |
| 2022 | バイオレンスアクション                 | 日本                    | 菊野ケイ - 演：橋本環奈                                                                         |      |

### 欧米
| 年   | 邦題 原題                                        | 製作国                                      | 該当人物 | 備考 |
| ---- | ------------------------------------------------ | ------------------------------------------- | --- | ---- |
| 1990 | スパイ・エンジェル グラマー美女軍団 Guns         | アメリカ合衆国                              | - ドナ・ハミルトン - 演：ドナ・スピア - ニコル・ジャスティン - 演：ロバータ・ヴァスケス - イーディ・スターク - 演：シンシア・ブリムホール                                                               |      |
| 1996 | バーブ・ワイヤー/ブロンド美女戦記 Barb Wire      | アメリカ合衆国                              | バーブ・ワイヤー - 演：パメラ・アンダーソン |      |
| 2001 | トゥームレイダー Lara Croft: Tomb Raider         | - ドイツ - 日本 - イギリス - アメリカ合衆国 | ララ・クロフト - 演：アンジェリーナ・ジョリー |      |
| 2005 | イーオン・フラックス Æon Flux                    | アメリカ合衆国                              | イーオン・フラックス - 演：シャーリーズ・セロン |      |
| 2006 | ウルトラヴァイオレット Ultraviolet               | アメリカ合衆国                              | ヴァイオレット・ソン・ジャット・シャリフ - 演：ミラ・ジョヴォヴィッチ |      |
| 2010 | キック・アス Kick-Ass                            | アメリカ合衆国                              | ミンディ・マクレイディ/ヒット・ガール - 演：クロエ・グレース・モレッツ |      |
| 2011 | エンジェル ウォーズ Sucker Punch                 | - アメリカ合衆国 - カナダ                   | - ベイビードール - 演：エミリー・ブラウニング - スイートピー - 演：アビー・コーニッシュ - ロケット - 演：ジェナ・マローン - ブロンディ - 演：ヴァネッサ・ハジェンズ - アンバー - 演：ジェイミー・チャン |      |
| 2014 | LUCY/ルーシー Lucy                               | - フランス - アメリカ合衆国                 | ルーシー・ミラー - 演：スカーレット・ヨハンソン |      |
| 2021 | ガンパウダー・ミルクシェイク Gunpowder Milkshake | アメリカ合衆国                              | サム - 演：カレン・ギラン |      |

## 漫画・アニメ
「ガールズ・ウィズ・ガンズ」といったサブジャンル概念は、漫画やアニメにも浸透している。例として、『BLACK LAGOON』や『バブルガムクライシス』、『ダーティペア』、『ガンスミスキャッツ』、『GUNSLINGER GIRL』、『ノワール』、『MADLAX』、『エル・カザド』などが挙げられ、結果的に美少女ガンアクションというサブジャンル概念を形成している。
その他には、士郎正宗の原作を押井守が監督した『GHOST IN THE SHELL / 攻殻機動隊』とそのテレビ版『攻殻機動隊 STAND ALONE COMPLEXも、「ガールズ・ウィズ・ガンズ」アニメとして知られている。また、梅津泰臣の作品『A KITE』や『MEZZO FORTE』、『MEZZO -メゾ-』、『KITE LIBERATOR』なども挙げられる。